# 2022年日本維新の会代表選挙
2022年日本維新の会代表選挙（2022ねんにっぽんいしんのかいだいひょうせんきょ）は、2022年（令和4年）8月27日に行われた日本維新の会の党首である代表を選出する選挙である。

## 概要
2015年から党代表を務めてきた松井一郎の辞任に伴い実施される日本維新の会代表選挙である。
2022年7月30日、オンラインで臨時の党大会が開催され、松井の辞任が承認された。
これを受け、日本維新の会の代表選挙管理委員会は「8月14日告示・27日投開票」を決定した。党所属の特別党員（国会議員・地方議員・首長、それぞれの公認候補予定者）および一般党員による投票が行われる。

## 選挙データ

### 代表
- 選挙時：松井一郎（2代目）
- 選挙後：馬場伸幸（3代目）

### 告示
- 2022年（令和4年）8月14日

### 投票日
- 2022年（令和4年）8月27日

### 選挙制度

#### 選挙権
特別党員（党所属国会議員・地方議員・首長、それぞれの公認候補予定者）
一般党員（党費を連続して2年以上納入している者）

#### 被選挙権
特別党員（特別党員30人以上の推薦を得た者）

#### 有権者
特別党員：約580人
一般党員：約1万9000人
- 特別党員約580人は臨時党大会で直接投票、一般党員約1万9000人は郵便投票をそれぞれ行う。
- 特別党員・一般党員にかかわらず1票とする。

### 選挙啓発
継承。そして飛躍へ。

### 選挙管理委員会
委員長：岩木均（大阪府議会議員）

## 候補者データ
8月14日に告示され、届け出順に、足立康史国会議員団政務調査会長、馬場伸幸共同代表、梅村みずほ参議院議員の3人が立候補した。
当選1回目で、首長や地方議員経験のない国会議員が国政政党の党首を決める選挙に出馬した例は、2020年国民民主党代表選挙の伊藤孝恵に続き、梅村が2例目となる。
| 候補者名   | 足立康史 | 馬場伸幸                                 | 梅村みずほ                          |
| 顔写真     | |                                          |                                     |
| スローガン | 「One維新」で政権奪取！ | 次の10年を切り拓く新しい風を起こす！     | 梅村はやる！新しい時代を創る！      |
| 経歴・役職 | 衆議院議員 （4期・大阪9区） 国会議員団政務調査会長                                                                              | 衆議院議員 （4期・大阪17区） 党共同代表  | 参議院議員 （1期・大阪府選挙区）    |
| 出馬表明   | 8月1日出馬表明 | 8月2日出馬表明                           | 8月8日出馬表明                      |
| HP         | 特設サイト | サイト                                   | サイト                              |
| 政見公報   | 政見 | 政見                                     | 政見                                |
| 政策集     | マニフェスト | （なし）                                 | （なし）                            |
| ビラ       | 公約ビラ |                                          |                                     |
| 主要政策   | 党組織改革 「身を切る改革」適正化 「政権担当能力」構築 グレーター東京・大阪構想 グリーン・グロース戦略 「海洋国家ネットワーク」 | 10年後の政権交代 自主憲法制定 若者の登用 | 女性候補の積極登用 若者への支持拡大 |

### 各陣営の役員
|              | 足立康史 | 馬場伸幸                                                     | 梅村みずほ             |
| ------------ | -------- | ------------------------------------------------------------ | ---------------------- |
| 選対本部長   |          | 井上英孝（衆議院議員）                                       | 松尾翔太（吹田市議）   |
| 選対副本部長 |          | 西林克俊（大阪府議） 辻順子（大阪市議） 杉原健士（忠岡町長） |                        |
| 事務総長     |          |                                                              |                        |
| 事務局長     |          |                                                              | 梅原ひさえ（柏原市議） |

## 推薦人
|                  | 足立康史                                                       | 馬場伸幸 | 梅村みずほ                  |
| ---------------- | -------------------------------------------------------------- | --- | --------------------------- |
| 推薦人代表       | 渡辺裕之（菊陽町議） 丸岡伸幸（千歳市議）                      | |                             |
| 選挙責任者       | 太田祐介（能勢町議）                                           | |                             |
| 地方自治体の首長 | 瀧澤智子（池田市長） 上島一彦（箕面市長） 塩川恒敏（豊能町長） | 大松桂右（八尾市長） 田中祐二（太子町長） 永野耕平（岸和田市長） 永藤英機（堺市長） 冨宅正浩（柏原市長） 藤原敏司（熊取町長） 水野謙二（阪南市長） 宮本一孝（門真市長） 山入端創（羽曳野市長） 山本優真（泉南市長） | なし                        |
| 国会議員         | なし                                                           | 衆議院議員 青柳仁士 赤木正幸 阿部司 阿部弘樹 池下卓 池畑浩太朗 市村浩一郎 伊東信久 井上英孝 岩谷良平 浦野靖人 遠藤敬 遠藤良太 奥下剛光 小野泰輔 金村龍那 沢田良 杉本和巳 住吉寛紀 空本誠喜 高橋英明 中司宏 早坂敦 藤田文武 藤巻健太 掘井健智 堀場幸子 前川清成 三木圭恵 岬麻紀 美延映夫 守島正 山本剛正 吉田知代 和田有一朗 参議院議員 青島健太 石井章 石井苗子 猪瀬直樹 梅村聡 音喜多駿 片山大介 金子道仁 串田誠一 柴田巧 鈴木宗男 高木佳保里 中条きよし 松野明美 室井邦彦 柳ヶ瀬裕文 | なし                        |
| その他           |                                                                | 大阪府議会議員（21名） 西野弘一 松浪健太など 大阪市会議員（33名） 国政選挙支部長 柏倉祐司 清水聖士 水戸将史 石崎徹 外山斎など | 国政選挙支部長 神谷ゆりなど |
| 計               | 39人                                                           | 306人 | 30人                        |

### 立候補を断念した人物
- 東徹 - 参議院議員（2期）、党国会議員団参議院国会対策委員長。推薦人を集め、立候補を目指していたものの、党内で激しい対立になり亀裂が入ると判断した[3]ことから、8月5日の記者会見で不出馬を表明した。
- 吉田豊史 - 衆議院議員（2期）、富山維新の会代表。立候補に意欲を示していたものの、富山県地盤の柴田巧参議院議員が馬場の支持を表明したことに加え、30人の推薦人が集まらなかったことから、8月12日の記者会見で立候補の断念を表明した[4]。

## 党内の動き
2020年9月23日、日本維新の会代表の松井一郎は維新の党是でもある大阪都構想の是非を問う2度目の住民投票の実施が確定したことを受け記者会見を行い、住民投票で否決された場合は大阪市長としての任期が満了する2023年4月限りで政界を引退する意向を示した。11月1日に住民投票の投開票が行われ、反対多数が確実となったことを受け、松井は同日に正式に市長任期満了後に引退する意向を表明。
2021年10月31日には第49回衆議院議員総選挙の投開票が行われ、維新は公示前の4倍近い41議席を獲得。維新は党規約で大型選挙の投票日から45日以内に代表選を実施するかどうかを議決する臨時党大会を開くとしており、同日、松井は「政治家引退を決めているわけだから、引き続き代表としてずっとやるというのは無責任だ」と述べ代表選が行われる場合は立候補せず退任する意向を示したが、11月27日の臨時党大会での投票の結果、代表選は実施せず翌年の参院選まで松井が続投することが決まった。
第26回参議院議員通常選挙の投開票日の2022年7月10日、松井は「引退を決めている人間が党のトップにいるのはおかしい。しっかり次の代表に引き継ぎたい」と述べ代表辞任を表明。後継指名は行わない意向を示した。同日には党副代表の吉村洋文大阪府知事が代表選には立候補しない意向を示した。翌11日には党共同代表の馬場伸幸衆議院議員が「出ないということは断言しない」と述べ、立候補に含みを持たせた。7月30日に開かれた臨時党大会で、松井が代表選の投開票日である8月27日付で辞任することが正式に承認された。
7月27日、梅村みずほ参議院議員が代表選への立候補をtwitter上で表明（8月8日の記者会見で正式表明）。8月1日に党国会議員団政調会長の足立康史衆議院議員が、翌2日には馬場が代表選への立候補を正式表明した。
一方で、馬場に不満を持つ一部の大阪府議会議員らがその対抗馬として、府議出身で前総務会長の東徹参議院議員の擁立を模索した。日本維新の会の母体・大阪維新の会の発祥の地は大阪府議会であるため、堺市議会出身の馬場は維新の本流ではないという意識が根強く、府議会出身の東の方が代表にふさわしいという見方があった。また、維新が結党される前の2009年堺市長選挙において、当時自民党の堺市議だった馬場は後に維新を旗揚げすることになる府議らや橋下徹大阪府知事の推す竹山修身を支援せず、他党との相乗りで現職の木原敬介陣営についており、一部府議には当時の遺恨が残っていたとされる。
だが、松井は2015年の旧維新の党分裂の際に馬場が事態収拾の前面に立っていたことや、松井の代表就任後は党幹事長として国政選挙の公認候補者探しに奔走していたことから、周囲には「馬場ちゃんだけが、汗をかいてきた」と語っており、2022年7月下旬に大阪市内の中華料理店で東に代表選出馬の意向を伝えられた際は「徹ちゃんが出るなら止めへんけど、俺は（誰を推すかと）聞かれたら馬場と答える」と述べた。
8月3日、東は推薦人を確保したとして、代表選に立候補する意向を示した。翌8月4日には松井が会見を行い、当初後継指名を行わないとしていた方針を事実上撤回し、馬場を支持すると正式に表明。松井は馬場以外の候補者について「冷や飯を覚悟でやるべきだ」と述べ立候補を強く牽制し、東については「立候補する理由が分からない。どのような色を出すのか」と批判した。また、水面下では松井自ら東を支持する府議らに電話するなどして、「新代表は党をまとめないといけない。あまり動くな」と切り崩しを図った。また、一部の大阪選出の国会議員も東に「党が割れてしまう」と出馬見送りを働きかけた。
8月5日、東は「党内で激しい対立になり、亀裂も入って後々良くないと判断した」と述べ、党を二分する事態は避けたいとして、立候補見送りを表明した。水面下では国会議員から大阪府内の地方議員に対し、「別候補を推すなら、地元の選挙で支援しない」「将来を考えた方がいい」などと告げ支持候補を変えるよう促す多数派工作が行われており、地方議員からは「圧力と感じた」との不満も出た。
8月12日、立候補を模索していた吉田豊史衆議院議員も推薦人が集まらなかったとして、断念を表明した。
8月14日に代表選の告示が行われ、馬場、足立、梅村の3議員が立候補を届け出た。衆参両院議員62人の8割超にあたる51人が馬場の推薦人となったほか、国会議員や地方議員ら全特別党員586人の内、過半数を超える306人が馬場の推薦人に名を連ねた。一方で出馬断念に追い込まれた東に近い地方議員からは不満が続出し、府議48人のうち馬場の推薦人は21人に留まった。
18日未明、空本誠喜衆議院議員が自身のtwitterに「馬場伸幸」と書かれた6枚の投票用紙を持った写真とともに「支援者回りをしながら、直接代表選の投票用紙の書き方をご説明。そしてまとめて投函」と投稿。同日には中野稔子大阪府議が「ある議員がご自身の一般党員の皆様に郵送する前に自分が集めるので勝手に発送しないで欲しいと言われたそうです。その議員の推薦している候補者以外を記載したいが、出来ない状況であると言うことでした」と投稿した。これらの投稿を受け足立は「馬場伸幸候補の推薦人が有権者たる一般党員の投票の秘密を侵したことを明確に示している。（中略）特別党員の地位を乱用した投票強要に当たるものであり、到底、看過できるものではない」として代表選の無効を求める異議申立書を代表選挙管理委員会に提出した。選挙管理委員会は規則で定めた「投票の秘密」を侵害したとして、空本を口頭で厳重注意した。同日、吉村はtwitter上で代表選では馬場を支持する考えを表明した。9月29日、党は空本を役職停止3か月の処分とした。

## 選挙戦
足立候補は初日から全国遊説を計画しており、その内容を毎日「ダイジェスト」という形で各種SNSに投稿している。同時に有権者からの意見箱、「あだチョク」を設置し、質問に答える企画も行っている。選挙戦初日は大阪での合同演説会の後、熊本にて推薦人代表の渡辺氏と活動を行い、ネット番組の配信も行った。二日目は倉敷市と高松市にて街頭演説会を行ったのち、上京。
梅村候補は府内を街宣車で回ることに主軸を置いた活動を行っている。

## 選挙結果
投開票の結果、8,527票を獲得した馬場が新代表に選出された。一般党員と特別党員の内訳は非公表としている。また、投票率は55.6%と伸び悩んだ。無効票の中には立候補を断念した東徹参議院議員や立候補していない吉村洋文副代表、すでに政界を引退した人の名前が記載された票もあった。
| 氏名             | 得票   |
| ---------------- | ------ |
| 馬場伸幸         | 8,527  |
| 足立康史         | 1,158  |
| 梅村みずほ       | 1,140  |
| 有効票数         | 10,825 |
| （無効票・白票） | 229    |
| 投票総数         | 11,054 |

出典: